# James Peace
Kenneth James Peace (* 28. září 1963 Paisley) je skotský skladatel, koncertní pianista a vizuální umělec.

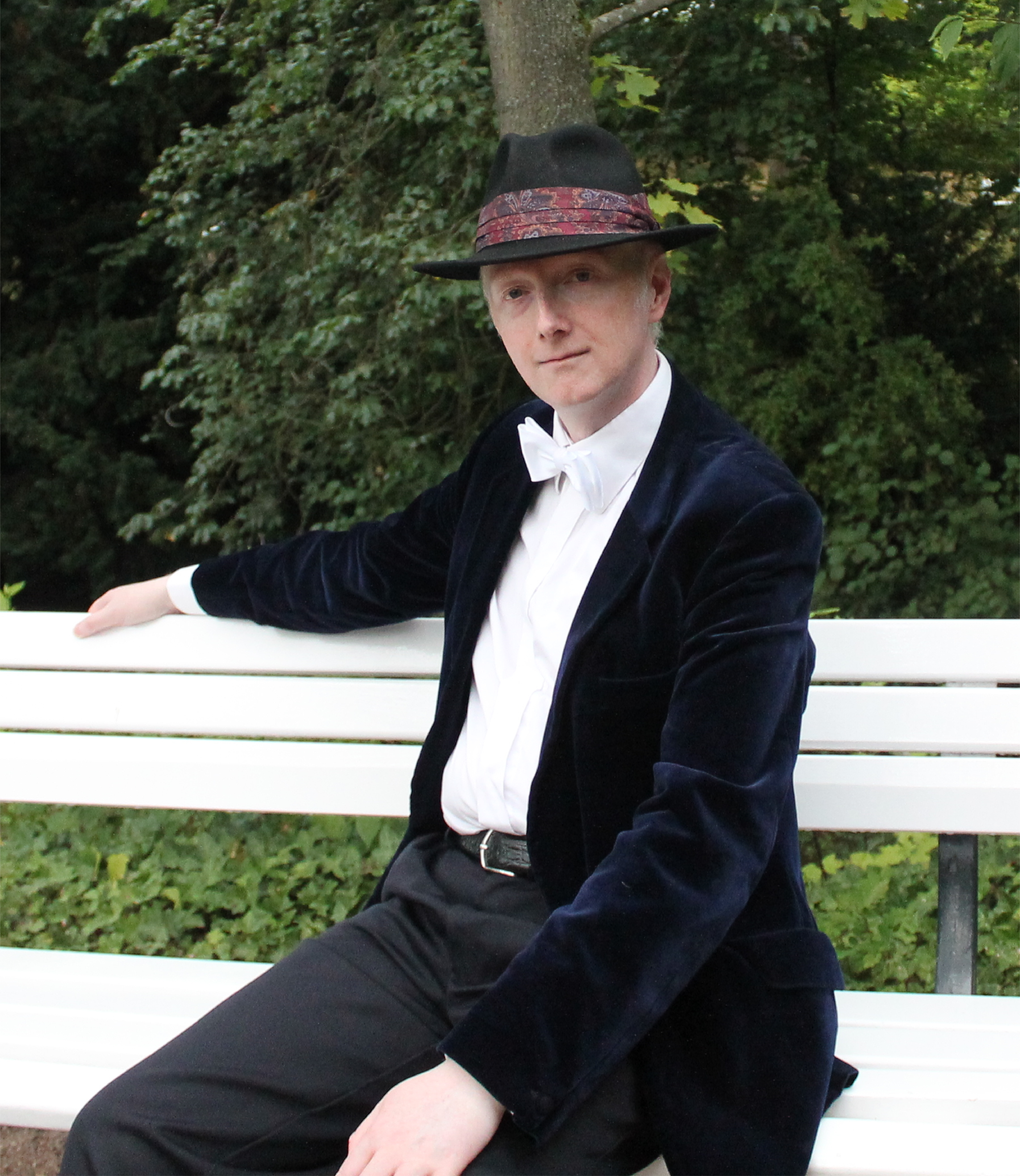
James Peace v parku ve Wiesbadenu

## Život
James Peace se narodil 28. září 1963 v Paisley ve Skotsku. Většinu dětství strávil v Helensburghu, přímořském letovisku na západě Skotska. Do jeho rodiny patřila řada umělců (např. John McGhie) a je také příbuzným Felixe Burnse, populárního skladatele taneční hudby první poloviny 20. století. V osmi letech začal navštěvovat hodiny klavíru a ve 14 letech poprvé veřejně vystoupil se skladbami Scotta Joplina. V 16 letech nastoupil na Královskou skotskou akademii hudby a dramatu, nyní Skotská královská konzervatoř (Royal Conservatoire of Scotland), jako její doposud nejmladší student denního studia. V roce 1983 úspěšně dokončil studium na Glasgowské univerzitě s titulem bakaláře v oboru klavírní pedagogiky. V následujícím roce získal diplom v oboru hudební interpretace poté, co s orchestrem RSAMD zahrál Mendelssohnův Klavírní koncert č. 1. Po ukončení formálního studia byl jako pianista velmi žádaný a v letech 1988-1991 žil v Edinburghu.
James Peace se mezi lety 1991-2009 usadil v německém Bad Nauheimu. Od roku 1998 se zabýval tangem a vydal CD Tango escocés (Skotské tango) s vlastními klavírními skladbami inspirovanými tangem. V roce 2002 se stal čestným členem Victoria College of Music. V témže roce také podnikl na přelomu září a října sólová koncertní turné po severním Německu a v listopadu na Dálný východ, kde v Hongkongu poprvé vystoupil se svou skladbou Tango XVII.
V následujících letech se jeho vystoupení soustředila na Evropu. Svá vlastní tanga hrál v těchto hlavních městech: Amsterdam, Athény, Berlín, Brusel, Helsinky, Lisabon, Londýn, Madrid, Oslo, Reykjavík a Vídeň.
V roce 2008 se stal čestným členem London College of Music za své zásluhy o rozvoj tanga.
Po krátkém pobytu v Edinburghu se v únoru 2010 vrátil do Německa, kde žije ve Wiesbadenu. To vedlo k novým tvůrčím podnětům, kdy vytvořil krátké filmy z některých svých skladeb. Mezi jeho díla tohoto žánru patří dokumentární film James Peace in Wiesbaden.

## Ceny a ocenění
- První cena, soutěž «Agnes Millar». Glasgow, 1983[4]

- První cena, soutěž «Dunbartonshire EIS». Glasgow, 1984[4]

- Soutěž «Sibelius». Glasgow, 1985[4]

- Čestný diplom udělen za první z jeho tanga, TIM soutěž (skladba). Řím, 2000[1][2][5]

- Čestný diplom, Nadace IBLA (skladba). New York, 2000[1][2][5]

- Pamětní medaile (první třída), International piano duo association. Tokio, 2002[1][2][5][21][22][23]

- Zlatá medaile, Mezinárodní akademie «Lutèce». Paříž, 2008[1][2]

## Dílo (výběr)
- Vodopád op. 3, pro flétnu a klavír[24]

- Idyly op. 4, pro anglický roh

- Lento Lacrimoso op. 10 pro cello a klavír

- Zapomenutý listy op.12 pro violoncello a klavír

- Sonáta op. 16 pro hoboj a klavír

- Symfonická balada op.18 pro orchestr

- Slavnostní pochod č. 1 op. 19 pro varhany a orchestr

- Slavnostní pochod č. 2 op. 23 pro orchestr

- Podzimní zlato op. 25 pro klarinet a smyčcové kvarteto[25]

- Píseň věčnosti op. 32 pro soprán a orchestr[1]

- „Pro Gruzzi‟ (gruzínský: საქართველოსთვის) pro pěvecký sbor a orchestr (text: Tamari Chikvaidze, Zurabi Chikvaidze a James Peace)

- 24 tanga pro klavírní sólo[1][9][21][22]